# The She-Creature
The She-Creature è un film horror statunitense del 1956 diretto da Edward L. Cahn.

## Trama
Il dottor Carlo Lombardi dichiara di poter far riemergere le vite di reincarnazioni passate, utilizzando l'ipnosi, e a tale scopo organizza spettacoli per intrattenere la gente.
Quando scopre che una delle sue assistenti, Andrea Talbott, ha una relazione amorosa con il dottor Ted Erickson, la ipnotizza e, per vendetta, riporta in vita un essere anfibio preistorico dalle forme mostruose. Con la collaborazione dell'impresario Timothy Chappell, Lombardi utilizza il subconscio di Andrea per manipolare il mostro e per pianificare omicidi che poi predice nel corso dei suoi spettacoli, fino ad arrivare al punto di ordinare l'omicidio dello stesso Ted.

## Produzione
La storia del film è stata ispirata dal best seller The Search for Bridey Murphy, che trattava il tema dell'ipnotismo. Jerry Zigmond suggerì che questo argomento sarebbe potuto essere alla base di un buon film e Lou Rusoff venne assunto per scrivere una sceneggiatura.
L'AIP, che avrebbe voluto finanziare il film, non aveva però abbastanza denaro così lasciò che il film fosse finanziato da altre compagnie tenendosi per sé il diritto alla distribuzione nei cinema. Il finanziere Jack Doppelt, amico di un collega di Richard Gordon, fratello di Alex, accettò di aggiungere 40.000 dollari al budget del film, che era di 104.000 dollari.
Inizialmente Edward Arnold venne scelto per il ruolo del dottor Lombardi, Peter Lorre per il ruolo di Timothy Chappel e Mike Connors per quello del dottor Erickson. Tuttavia Arnold morì prima dell'inizio delle riprese e venne sostituito da Chester Morris, Lorre e Connors non furono più disponibili e i loro ruoli andarono rispettivamente a Tom Conway e Lance Fuller.

## Curiosità
- Il cane che cammina sulla spiaggia con Marla English è lo stesso cane che ha interpretato il ruolo da protagonista in Zanna Gialla (1957).
- L'AIP distribuì il film nei cinema statunitensi in doppia programmazione con Il conquistatore del mondo.

## Remake
Il film ha avuto due remake, entrambi televisivi:
- Creature of Destruction (1967)[4]
- Lei, la creatura (Mermaid Chronicles Part 1: She Creature) (2001)